# Hedåker
Hedåker is een plaats in de gemeente Sala in het landschap Västmanland en de provincie Västmanlands län in Zweden. De plaats heeft 146 inwoners (2005) en een oppervlakte van 27 hectare.